# Anniversary
Anniversary es una película de suspenso estadounidense dirigida por Jan Komasa y protagonizada por Diane Lane.

## Argumento
Una familia que antes era muy unida, se desgarra ante el surgimiento de un nuevo movimiento llamado "El Cambio" que se extiende por todo el país.

## Elenco
| Actor           | Personaje |
| --------------- | --------- |
| Diane Lane      | Ellen     |
| Kyle Chandler   | Paul      |
| Madeline Brewer | Anna      |
| Zoey Deutch     | Cynthia   |
| Phoebe Dynevor  | Liz       |
| Mckenna Grace   | Birdie    |
| Daryl McCormack | Rob       |
| Dylan O'brien   |           |

## Producción
En mayo de 2023 se anunció que Jan Komasa dirigiría la película, para la que coescribió la historia junto con la guionista Lori Rosene-Gambino. Se anunció que el elenco incluiría a Diane Lane, Kyle Chandler, Madeline Brewer, Zoey Deutch, Phoebe Dynevor, Mckenna Grace y Daryl McCormack . 
El rodaje comenzó en Irlanda en julio de 2023.  La producción se vio inicialmente afectada como resultado de la huelga SAG-AFTRA de 2023,  pero luego se concedió a la película una exención para continuar con la producción. 